# Koellikerina octonemalis
Koellikerina octonemalis is een hydroïdpoliep uit de familie Bougainvilliidae. De poliep komt uit het geslacht Koellikerina. Koellikerina octonemalis werd in 1905 voor het eerst wetenschappelijk beschreven door Maas. 